# William Berczy

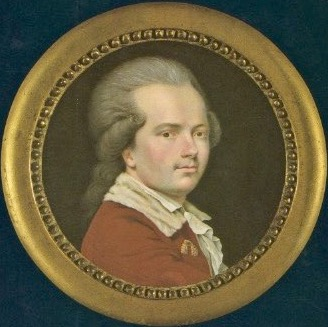
William Berczy, 1783

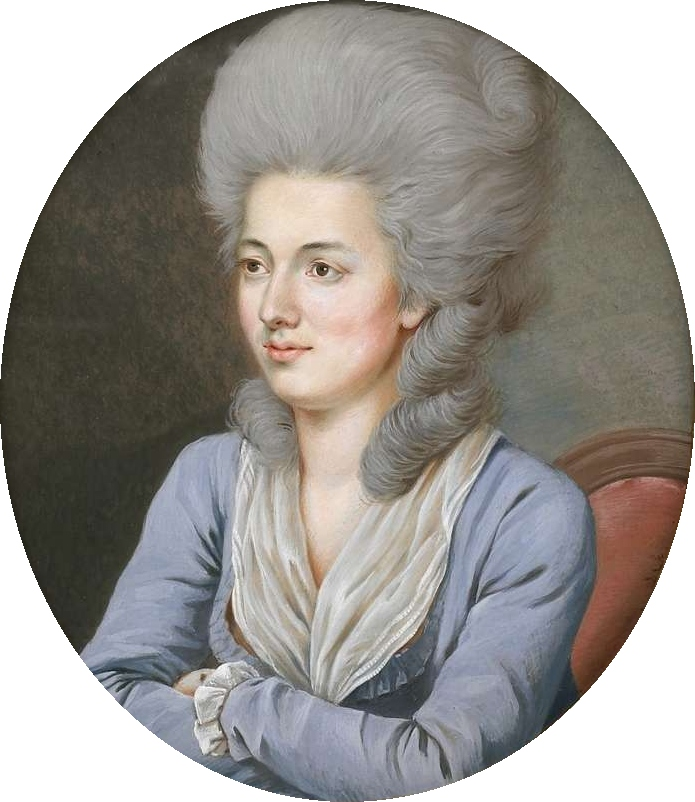
Marianne von Muralt, Bern 1782/1783.

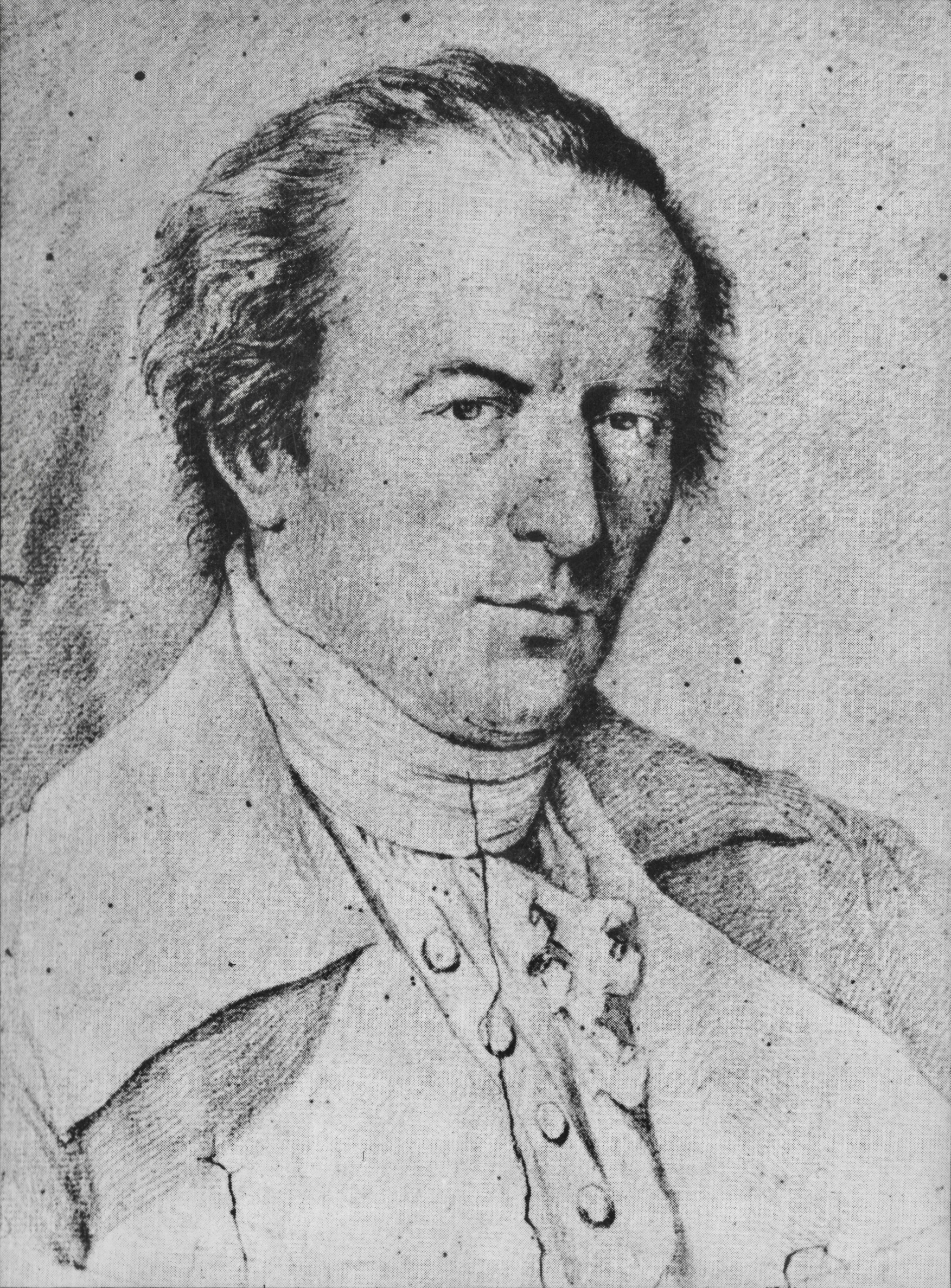
Nicht identifizierter Mann, London ca. 1790.

William Berczy, geboren als Johann Albrecht Ulrich Moll, (* 10. Dezember 1744 in Wallerstein; † 5. Februar 1813 in New York City) war eine in mehreren Bereichen tätige Person des öffentlichen Lebens im 18. und am Beginn des 19. Jahrhunderts. Im Laufe des Lebens wechselte er mehrmals seinen Namen und auch als William Berezy, Wilhelm (von) Moll de Berczy, William (von) Moll Berczy, Wilhelm Albert Ulrich (von) Moll, Albert-Guillaume Berczy sowie als Guglielmo Berchy in Erscheinung. Berczy gründete die kanadische Stadt Markham und war Mitbegründer der Stadt York, die 1834 in Toronto umbenannt wurde.
Vom Vater für eine diplomatische Karriere vorgesehen, sollte sich sein Leben in eine völlig andere Richtung entwickeln. Über die erlernte Porträtmalerei hinaus betätigte sich Berczy zeitweise als Händler, verfasste Schriften, akquirierte mehrere Monate lang norddeutsche Auswanderer und versuchte sich als Kolonist in Nordamerika. In Kanada verschaffte sich der Einwanderer einen bleibenden Ruf als Pionier, Straßenbauer, Architekt und Maler.

## Leben

### Die frühen Jahre
Johann Albrecht Ulrich Moll wurde am Tag seiner Geburt in der Kirche des im Nördlinger Ries gelegenen Ortes Wallerstein getauft. Seine Eltern waren der in fürstlichen Diensten stehende Wirkliche Hofrat Albrecht Theodor Moll und Johanna Josepha Walpurga Moll, geborene Hefele. Schon ein Jahr später zog die Familie nach Wien um, weil der Vater dort am kaiserlichen Hof für das Fürstenhaus Oettingen-Wallerstein diplomatische Aufgaben verrichten sollte. Ihr Sohn wurde 1762 zum Studium an die Wiener Akademie der bildenden Künste eingetragen. Im Jahr 1766 entsandten ihn die Eltern gemeinsam mit seinem Bruder Bernhard Albrecht Moll an die Universität in Jena. Molls Vater hatte dort schon sein Wissen erweitert. Der Sohn sollte sich auf eine ähnliche Laufbahn wie er als Diplomat vorbereiten.
Über den Jahren nach seinem Studium lastet Ungewissheit. Ein erster Weg scheint Moll in diplomatischer Mission an den polnischen Hof geführt zu haben. Dabei zwangen ihn nach eigenen, eventuell geschönten, Angaben, bestimmte Umstände zum Verstecken in einem türkischen Harem. Auf dem Rückweg nach Wien fiel er ungarischen Briganten in die Hände, wo er einige Zeit zubrachte. Ihr Anführer gab ihm den Spitznamen „Bert“ oder „Bertie“, was sich in der ungarischen Sprache zu „Berczy“ formte. Das behagte Moll offenbar und er verwendete den Namen im weiteren Leben in verschiedenen Kombinationen.
In den 1770er Jahren agierte er als Händler und malte auch. Adel und begütertes Bürgertum waren daran interessiert, ihr Konterfei der Nachwelt zu erhalten. Die Fotografie war zu jener Zeit noch nicht erfunden, weshalb kunstfertigen Porträtmalern Aufträge winkten. Zufriedene Kunden konnten für Weiterempfehlungen in ihren Kreisen sorgen. Berczy hielt sich im österreichischen Habsburgerreich, in Norddeutschland, Polen, Ungarn und Kroatien auf. Die Kontakte zu seinem Elternhaus brachen um 1780 herum ab. Der weit umhergekommene Mann ließ sich unter dem Namen „Albert-Guillaume Berczy“ geraume Zeit in Florenz nieder, dem Sitz des Großherzogtums Toskana. Seinen Lebensunterhalt bestritt er mit dieser Identität als Maler handlicher Porträts. In der Stadt am Arno hatte er Kontakt mit Johann Wolfgang von Goethe auf dessen Italienreise. Goethe begegnete er als Händler von Büchern aus Kirchenbesitz. Berczys Porträtmalerei, über die er Interessierte unterrichtete, führte zum Kennenlernen der jungen Kunststudentin Jeanne-Charlotte Allamand aus der Schweiz, die er 1785 in Lausanne heiratete.
In Florenz lag bis ungefähr 1790 der Lebensmittelpunkt der Eheleute, obwohl Berczy aus künstlerischem Anlass auch Reisen innerhalb Italiens unternahm. 1790 zog es das Paar nach London. Es wollte sein Schaffen im Rahmen der 21. Jahresausstellung der Royal Academy of Arts beurteilen lassen. Sie brachte im April 1790 die erhoffte Anerkennung und bewirkte Porträt-Aufträge in der britischen Metropole. Hier erfuhr Berczy von einem Ansiedlungsprojekt in der Neuen Welt, das sich erheblich auf sein weiteres Leben auswirken sollte.

### Werber für Amerika

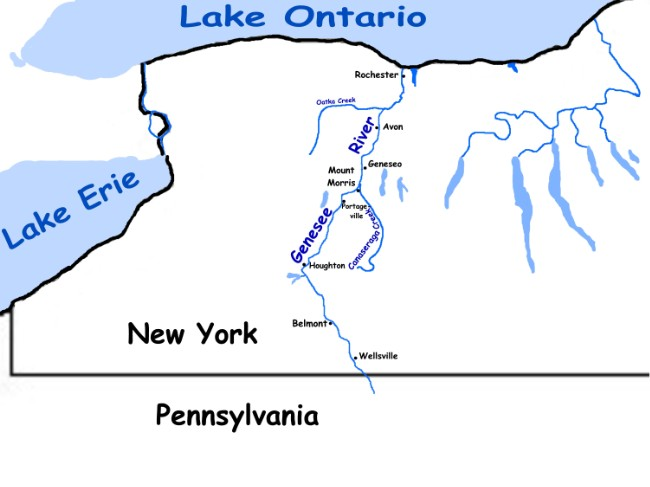
Lage des Genesee River

Die Regierung von Massachusetts gab aus Finanzgründen nach dem Amerikanischen Unabhängigkeitskrieg große Flächen indianischen Gebietes an vermögende Privatleute ab, mit der Auflage, sie baldmöglichst zu besiedeln. Grundstücksspekulationen einiger weniger reichen Leute setzten im Zusammenhang mit dem „Phelps and Gorham Purchase“ ein. Einer davon, Robert Morris aus Philadelphia, versuchte über einen Mittelsmann europäische Kapitalanleger für eine riesige Fläche zu interessieren. Sir William Pulteney, ein schottischer Rechtsanwalt, Parlamentsmitglied und einer der wohlhabendsten Männer Britanniens seiner Zeit, war von seinem Bekannten, dem schottischen Händler Patrick Colquhoun, auf eine Investition in den USA angesprochen worden. Beide hatten mit einem weiteren Teilhaber die „Pulteney Association“ gegründet. Sie kauften mehr als eine Million acres Land (ca. 4000 km²) am Genesee River. Dorthin wollten die drei Gesellschafter schottische Siedler ins Land holen, welche die Flächen urbar machen und bewirtschaften sollten. An der Wertsteigerung des Areals wollte die Gesellschaft beim späteren Verkauf verdienen.
Bei einem Kontakt in Paris zwischen Colquhoun und einem Adligen fiel Berczys Name, als jemand, der auch Siedler vom europäischen Festland in die Staaten bringen könnte. Die Teilhaber waren damit einverstanden, dass der Porträtist in Deutschland für die „Genesee Association“ Siedler akquirierte. Sie sollten eine Straße zum Genesee-Areal bauen und für die Arbeitsleistung statt Lohn Land erhalten, um dann eigenen Boden bestellen zu können.
Berczy begab sich nach Hamburg, wo er sich vom Oktober 1791 bis April 1792 aufhielt. Er verfasste Schriften und Flugblätter für das Vorhaben, die er in Norddeutschland kursieren ließ. Gesucht wurden Leute bis zum Höchstalter von 45 Jahren, die über bäuerliche oder handwerkliche Fertigkeiten verfügten. Die Gesellschaft versprach kostenlose Überfahrt, Verpflegung und den Transport ins Northumberland County, wo die Arbeiten beginnen sollten. Im Gegenzug mussten sich die Interessenten verpflichten, für die Gesellschaft zu arbeiten. Das entgeltliche Überlassen einer Parzelle am Ende der Bauarbeiten wurde ihnen versprochen. Interessierte machten sich unter anderem aus dem Fürstentum Braunschweig-Wolfenbüttel und Preußen auf den Weg nach Hamburg. Am Ende fanden sich insgesamt mehr als 200 überwiegend ärmere Leute ein, die das Risiko eines Neuanfangs in den Vereinigten Staaten eingehen wollten.
Auf politischer Ebene wurde Braunschweig in Hamburg vorstellig, als sich auch ein paar reichere Leute in das Abenteuer einließen. Preußen hatte schon früher jegliche Auswanderung seiner Untertanen verboten und im Anschluss an Braunschweig beim Hamburger Senat Maßnahmen auf Reichsebene angedroht, falls Berczys Verschiffungsaktion nicht verhindert werde.
Die Gesellschaft hatte zwei Segelschiffe (englische Quellen nennen noch ein drittes) gechartert. Am 2. Mai 1792 legte die „Frau Catharina“ mit 134 Personen wegen der politischen Querelen anstatt in Hamburg im zu Dänemark gehörenden Altona ab. Unter ihnen war William Berczy mit Frau und seinem in der Zwischenzeit geborenen Sohn William Bent. Die Atlantiküberquerung endete nach mehrwöchiger Fahrt am 28. Juli mit der Ankunft in Philadelphia. Das zweite Schiff, die „Heinrich und Georg“, startete am 20. Mai, nachdem alle aus Preußen stammenden Auswanderer von Bord geholt worden waren. Das von Pastor Georg Sigmund Liebich als Leiter der Auswanderer begleitete Schiff langte wegen schlechter Wetterbedingungen auf der Überfahrt erst am 10. Oktober in New York City an.

### In den Vereinigten Staaten
In Philadelphia stellte sich heraus, dass die „Genesee Association“ keinerlei Maßnahmen getroffen hatte, die Siedler an ihren Bestimmungsort zu bringen oder ihnen dabei behilflich zu sein. Berczy war gezwungen, den weiteren Weg der Siedler zu organisieren und musste Geld borgen. Die Deutschen kauften sich Werkzeuge, die sie benötigten, um die ungefähr 100 Meilen lange Schneise vom Northumberland County durch die Wildnis zum versprochenen Gelände zu schlagen. Vom heutigen Williamsport aus fällten sie in harter und ungewohnter Arbeit Bäume in der Wildnis, rodeten das Dickicht und befestigten den Boden. Es entstand ein Weg, breit genug für eine Karre. Über Berge und Täler drangen die Siedlungswilligen vereint mit der Liebich-Gruppe bis zum heutigen Ort Painted Post (New York) auf den Besitz der „Pulteney Association“ vor.
Mit dem in den USA für die Association handelnden Bevollmächtigten Charles Williamson gab es unterdessen laufend Meinungsverschiedenheiten. Berczy sah sich selbst als Ansprechpartner seiner Landsleute. Versorgungsschwierigkeiten führten oft zu Streiks beim Wegebau. Schließlich fanden die Deutschen heraus, dass es den zugesagten Landerwerb keinesfalls geben sollte, sie wurden entgegen der Zusicherung nur als billige Lohnarbeiter betrachtet. Williamson weigerte sich, den inzwischen in den Augen der Gesellschaft aufsässig und streitsüchtig Gewordenen Land zu verkaufen.
Berczy, der sich in Verantwortung für die von ihm angeworbene Siedlergruppe fühlte, ließ sich von den Schwierigkeiten nicht entmutigen. Ihm war bekannt geworden, dass der Lieutenant-Governor von Upper Canada, John Graves Simcoe, Menschen aus den USA mit dem Angebot preiswerten Siedlungslandes lockte. Berczy begab sich 1794 nach New York City, wo er unter Kaufleuten und der deutschen Gemeinde Kapital für den Kauf neuer Ausrüstung und des Anfangsbedarfs eines neuen Siedlerprojektes auftrieb. Die gegründete „German Land Company“ wollte sich in Kanada engagieren. Berczys 186 Leute und weitere Einwanderer von etwa 800 Personen in den nächsten fünf Jahren sollte das Vorhaben umfassen. Für Pennsylvania-Siedler hatte sie bereits am 1. Januar 1793 den Kauf von Ochsen und Kühen in Connecticut getätigt, die nun nach Kanada getrieben beziehungsweise transportiert wurden. Die Vertreter der Company und Berczy reisten zum Regierungssitz Newark (heute Niagara-on-the-Lake) und ersuchten um Überlassen eines Gebiets, das etwa eine Million acres nordwestlich Newarks am Ontariosee umfassen sollte.
Die Regierung („Executive Council“) Oberkanadas billigte der Delegation am 17. Mai 1794 statt der erhofften einen Million eine Fläche von 64.000 acres zu, auf der zunächst die 64 Siedlerfamilien unterkommen sollten, und eine Option auf weitere Flächen bei vollständiger Ansiedelung. Mit dieser Aussicht überzeugte der zurückkehrende Berczy die deutschen Immigranten zum Wechsel nach Kanada.
Unterdessen hatte Williamson vor Ort ein Verbot des Verlassens des Gesellschaftsareals erwirkt, das er durch aufgestellte Posten überwachen ließ. Der Siedlergruppe blieb daher nur eine Flucht unter Umgehen solcher Kontrollposten übrig. Mit Hilfe eines Indianerstammes gelang es Berczy, die Deutschen mit ihrer Habe über Pfade und den Wasserweg an das kanadische Ufer bei Newark zu schleusen. Dort angekommen wartete die nächste Überraschung auf die Deutschen.

### Ansiedlung in Kanada
Der Vizegouverneur von Oberkanada war inzwischen aus London angewiesen worden, aus strategischen Gründen den Regierungssitz aus Newark ins Landesinnere zu verlegen. Die nahe der US-Grenze gelegene Stadt, so wurde befürchtet, könnte möglicherweise US-amerikanischem Expansionsdrang zum Opfer fallen. Simcoe hatte die Anweisung, die Provinz so schnell wie möglich zu besiedeln. Als neue Hauptstadt sollte nach des Vizegouverneurs Willen der Ort York, das spätere Toronto, erblühen, an dem gerade mal zwei Blockhäuser standen. Die eingetroffenen Deutschen kamen Simcoe wie gelegen. Es galt, Pionierarbeiten an einer Straße fortzusetzen, deren Bau die britische Soldaten angefangen hatten. Doch militärische Verstärkungen hatten Priorität erlangt und verlangten den Abzug der Truppeneinheit vom Straßenbau. Die Yonge Street als neue Landverbindung von York sollte am Lake Simcoe vorbei dem Handel und schnellen Truppenverlagerungen ins Innere dienen. Sie nutzte die Pfade einer bestehenden Pelzhandelsroute.
Ende Juni 1794 traf Berczys Gruppe in Kanada ein. Simcoe und Berczy einigten sich über die Ansiedlung beim künftigen York statt der Fläche bei Newark, wobei Simcoe zusätzliche vier Flächen im Rahmen der Option versprach. Vorausgesetzt war vertraglich, dass die deutschen Siedler den Straßenbau an der zu schaffenden Yonge Street innerhalb Jahresfrist bis zu einem bestimmten Punkt schafften. Die Siedler zogen auf das Gebiet, das sich zur Stadt Markham entwickeln sollte, und begannen das Land urbar zu machen. Berczy entwarf als Architekt eine Säge- und eine Getreidemühle im neuen Dörfchen, das heute als „German Mills“ bekannte Gelände.
Die Arbeiten an der Yonge Street in York begannen im September 1794. Doch sie litten in der Folge daran, dass viele Leute in dem moskitoverseuchten und teils versumpften Gebiet im Sommer erkrankten. Es kam zu Zeitverzögerungen, zumal die deutschen auch ihre eigene Infrastruktur (Wege, Mühlen, Lagerhäuser) aufbauen mussten. Bei der Rodung und beim Straßenbau halfen die aus Connecticut eingetroffenen Nutztiere. Der Getreideanbau führte zu einer Missernte und es gab daher im Winter 1795/1796 eine Hungerperiode. Etwa jeder Dritte wanderte in das besser versorgte Newark ab.
Berczy saßen in jener Zeit seine Gläubiger im Nacken, die keine neuen Geldmittel investierten, und mit der britischen Kolonialverwaltung hatte er Schwierigkeiten. Im Mai 1796 erklärte Simcoe die Vereinbarungen für unerfüllt. Mit der Abreise des Vizegouverneurs Simcoe, der angeblich eine Erkrankung in England auskurieren musste, kulminierten in der Folge die Probleme der Deutschen. Peter Russell, als eigens dafür bestellter Administrator in Oberkanada Simcoes Vertreter, war im Amt stark auf seinen privaten Vorteil bedacht und entdeckte eine Bestimmung, dass neue Siedler erst nach einer Siedlungsdauer von sieben Jahren Anrecht auf Besitz geltend machen konnten. Mit seinem Vorschlag, den Siedlern 1200 acres und weitere 200 acres als Option zu überlassen, waren die Deutschen nicht einverstanden, dennoch beschloss die Regierung Oberkanadas genau das im Juli 1797. Es kam zu Intrigen und gerichtlichen Auseinandersetzungen über Besitztitel, wobei Berczy durch sein Vertrauen auf mündliche Abmachungen des doppelzüngigen Simcoe vermutlich schlechte Karten hatte. Berczy machte sich im Jahr 1799 auf den Weg nach London, um bei der britischen Regierung eine bessere Lösung der Probleme herbeizuführen. Trotz angesehener Fürsprecher zugunsten Berczys revidierte die Regierung im Mutterland die Entscheidung der kanadischen Provinzregierung nicht und gewährte auch keine Entschädigung.
Bei der Rückfahrt im Herbst 1801 geriet das Segelschiff in schlechtes Wetter und wurde in die Chaleur-Bucht verschlagen. Mitte Februar 1802 brach Berczy deshalb mit Schneeschuhen auf dem Landweg durch die Wildnis nach Québec auf, wo er am 8. März eintraf. In Markham musste Berczy schließlich seinen gesamten dortigen Besitz veräußern, um die eigene Schuldenlast zu verringern.

### Späte Jahre und Tod

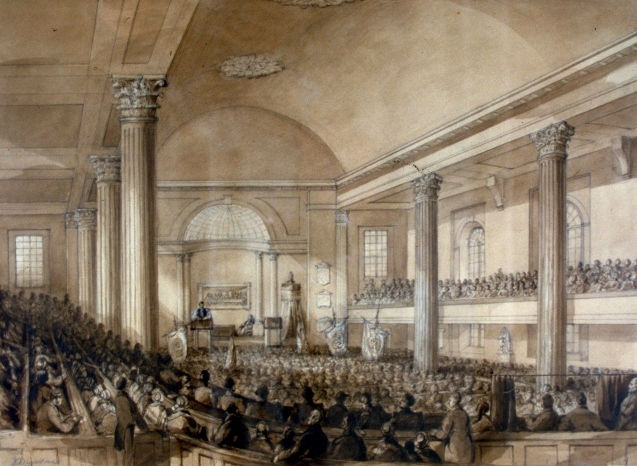
Das Innere der Montrealer Christ Church im Jahr 1852

Ab dem Jahr 1804 betätigte sich William Berczy sowohl in Montreal wie in Quebec vorwiegend in seinem Metier als Porträtmaler. Doch er siegte auch im Jahr 1803 mit seinem Entwurf für den Neubau der Montrealer „Christ Church Cathedral“ in einem Architektenwettbewerb. (Die Kirche brannte 1856 ab.) Berczy kümmerte sich mit seinem Verdienst um das Abtragen seiner früher entstandenen Schulden. Ab 1805 wohnte er in Montreal. Schon von Zeitgenossen wurde er als einer der besten Maler in Ober- und Niederkanada anerkannt.
Im Jahr 1812 machte sich William Berczy vor Ausbruch des Krieges von 1812, von einer Krankheit nicht völlig erholt, auf den Weg nach New York City. Dort wollte er einen Verleger für sein fertiges, 1500 Seiten umfassendes Buchmanuskript mit dem Titel The Statistical Account of Canada finden. Es wird auch berichtet, dass er eine weitere Reise nach England geplant habe, um seinen Fall erneut aufzurollen, was der Krieg verhinderte. Seine geschwächte Verfassung führte im Jahr 1813 in New York City zum Tod. Auf dem Friedhof Trinity Churchyard bei der Dreifaltigkeitskirche wurde Berczy beigesetzt. Seine Unterlagen für das Buch gingen verloren.
Noch nach seinem Tod blieb ein Hauch Mysteriöses mit ihm verknüpft. Sein Sarg soll Steine enthalten und die Sterbeurkunde keine Unterschriften getragen haben. Dass der Grabstein den verballhornten Familiennamen „William Burksay“ trug, dürfte auf einem Hörfehler beruhen.

### Familie
William Berczy heiratete am 1. November 1785 – nach einer anderen Quelle am 15. Dezember 1785 – in Lausanne Jeanne-Charlotte Allamand (1760–1839). Aus der Ehe gingen zwei Söhne hervor:
- William Bent Berczy (1791–1873). Er begann als Tabakpflanzer, gehörte von 1828 bis 1834 dem Gesetzgebungsausschuss („Legislative Assembly“) von Oberkanada an und machte sich wie sein Vater einen Namen als Maler.
- Charles Albert Berczy (1794–1858). Er half zuerst seinem Bruder beim Tabakanbau und leitete dann lange Jahre die Post von Toronto. Von 1847 bis 1856 war er in der Stadt der erste Präsident der Gasversorgungsgesellschaft.[16]

Als der Vater nach London reiste, um ein Revidieren der den Siedlern verweigerten Landansprüche zu erzielen, blieb seine Frau mit den Söhnen in Kanada. Sie arbeitete in der Verwaltung der Siedlung und unterrichtete zu Hause Malen, Zeichnen, Musik und Sprachen, was ihr und den Kindern Einkommen gab. Nach dem Tod ihres Gatten setzte sie diese Lehrtätigkeit etwa vier Jahre fort und stützte sich danach auf Einnahmen aus ihrer Malerei.
Sein Sohn William Bent reichte 1818 beim Executive Concil eine Petition wegen der Ansprüche seines Vaters ein, der in Oberkanada große Verluste erlitten hatte. Man überließ ihm zur abschließenden Regelung der Angelegenheit ein Grundstück von 2.400 acres.

## Werke

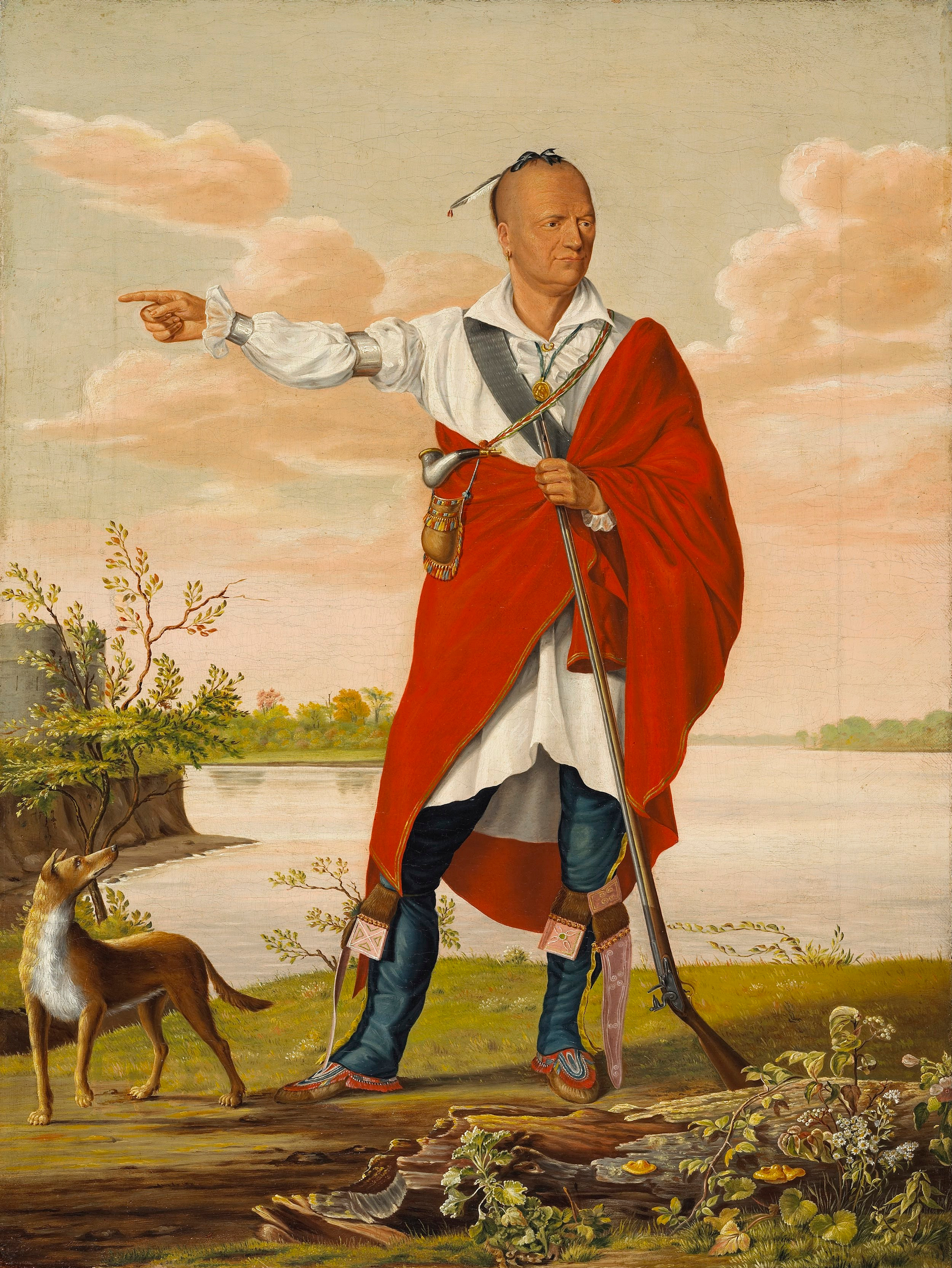
Thayendanegea (Joseph Brant)

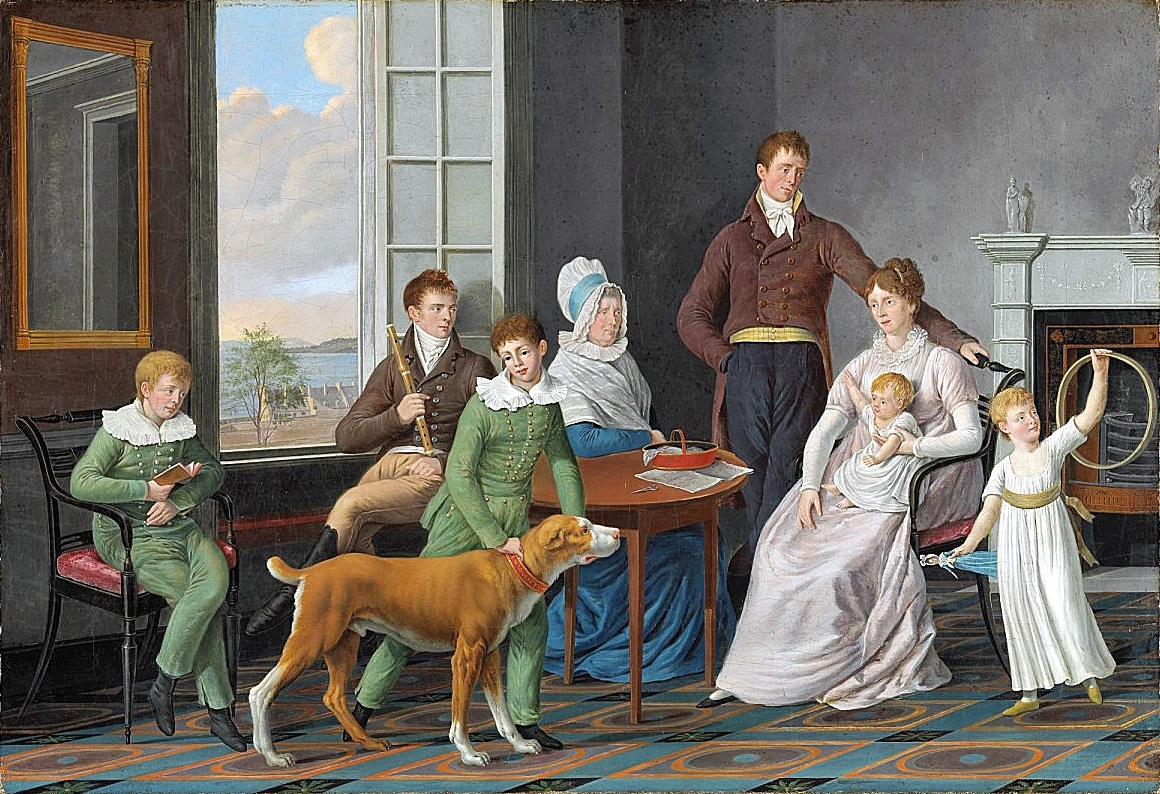
The Woolsey Family

William Berczy schuf zwei von Kunstexperten als Meisterwerke seiner Zeit eingestufte Bilder:
- Im Jahr 1805 das Bildnis des Mohawk-Häuptlings Thayendanegea, besser bekannt unter seinem neuen Namen Joseph Brant und
- im Jahr 1809 das Gruppenporträt der Woolsey-Familie.

Sein Œuvre ist geprägt von Porträts und Miniaturen in einer großen Anzahl. Im Jahr 1781 malte er Großherzog Leopold I. von Toskana mit seiner Familie. Doch gibt es daneben religiöse Gemälde von seiner Hand sowie architektonische Pläne und Zeichnungen.
Berczy sorgte für Baulichkeiten in Markham. Im Jahr 1803 entstand von ihm eine Hängebrücke über den Don River. In York schuf Berczy das „Russell Abbey Home“, in das der Administrator Oberkanadas, Peter Russell, einzog. Die anglikanische „Christ Church Cathedral“ in Montreal entstand von 1805 bis 1821 nach seinen Plänen.

## Ehrungen
- Am 7. Juli 2014 ehrte die kanadische Regierung, vertreten durch den für das Historic Sites and Monuments Board of Canada zuständigen Minister, Berczy für seine Rolle bei der Gründung von Toronto sowie Markham und erklärte ihn zu einer „Person von nationaler historischer Bedeutung“.[21]
- Berczy war Mitglied der Royal Academy of Arts in London im Jahr 1801
- In Kanada halten die Stadt Markham mit der „William Berczy Public School“ und die Ansiedlung „Berczy Village“ die Erinnerung wach.
- Auf Gedenktafeln in Toronto und Markham wird sein Name verewigt.
- In Deutschland hat der Ort Wallerstein die „Moll-Berczy-Straße“ seinem berühmt gewordenen Sohn gewidmet. Die örtliche Mittelschule trägt ebenfalls seinen Namen. Am 29. Juni 1975 wurde ferner ein Gedenkstein enthüllt.